# Osly-Courtil
Osly-Courtil is een gemeente in het Franse departement Aisne (regio Hauts-de-France) en telt 273 inwoners (1999). De plaats maakt deel uit van het arrondissement Soissons.

## Geografie
De oppervlakte van Osly-Courtil bedraagt 5,2 km², de bevolkingsdichtheid is 52,5 inwoners per km².
De onderstaande kaart toont de ligging van Osly-Courtil met de belangrijkste infrastructuur en aangrenzende gemeenten.

## Demografie
Onderstaande figuur toont het verloop van het inwonertal (bron: INSEE-tellingen).
Vanwege een beveiligingsprobleem met de MediaWiki Graph-software is het momenteel niet mogelijk deze grafiek weer te geven. Zodra de software is bijgewerkt zal de grafiek vanzelf weer zichtbaar worden.